# Ngwaketse
Ngwaketse est un sous-district du Botswana.

## Villes
- Betesankwe
- Diabo
- Dipotsana
- Gasita
- Kanye
- Kgomokasitwa
- Lefoko
- Lekgolobotlo
- Lorolwana
- Lotlhakane
- Lotlhakane West
- Magotlhwane
- Manyana
- Maokane
- Mogonye
- Mokhomba
- Molapowabojang
- Moshaneng
- Moshupa
- Ntlhantlhe
- Pitseng
- Ralekgetho
- Ranaka
- Segwagwa
- Seherelela
- Selokolela
- Semane
- Sese
- Sesung
- Tlhankane
- Tshwaane
- Tsonyane